# Haplogrup L del cromosoma Y humà

Haplogrup L

L'haplogrup L del cromosoma Y humà és un haplogrup format a partir de l'haplotip M20 del cromosoma Y humà.
Aquest haplogrup està associat amb l'Índia. És un descendent de l'haplogrup K, i es calcula que va aparèixer fa aproximadament 30.000 anys.
L'haplogrup L es creu que està associat amb el primer assentament significatiu de l'Índia. La seva arribada pot explicar un fenomen estrany: abans de l'arribada de l'haplogroup L, els dos haplogrups C i D estaven associats amb una ampla expansió al llarg de la costa del sud-est asiàtic. Actualment C és relativament escàs a l'Índia i D absent. Tanmateix, els llinatges mitocondrials corresponents a la mateixa migració costanera no mostren les mateixes disminucions de freqüència.
Una explicació podria ser que els nouvinguts amb haplotip L podrien haver pres mullers de les altres poblacions (preservant els llinatges materns), mentre aniquilaven els barons (i per tant reduint els haplotips C i D).